# Zauberberg
Zauberberg – drugi album muzyka Wolfganga Voigta, wydany pod pseudonimem Gas w grudniu 1997 roku. Tytuł płyty wywodzi się od powieści Czarodziejska góra (niem. Der Zauberberg) Thomasa Manna.

## Lista utworów
1. Untitled – 7:50
2. Untitled – 14:12
3. Untitled – 12:50
4. Untitled – 6:01
5. Untitled – 8:04
6. Untitled – 7:23
7. Untitled – 9:32